# Inscripția Dipylon

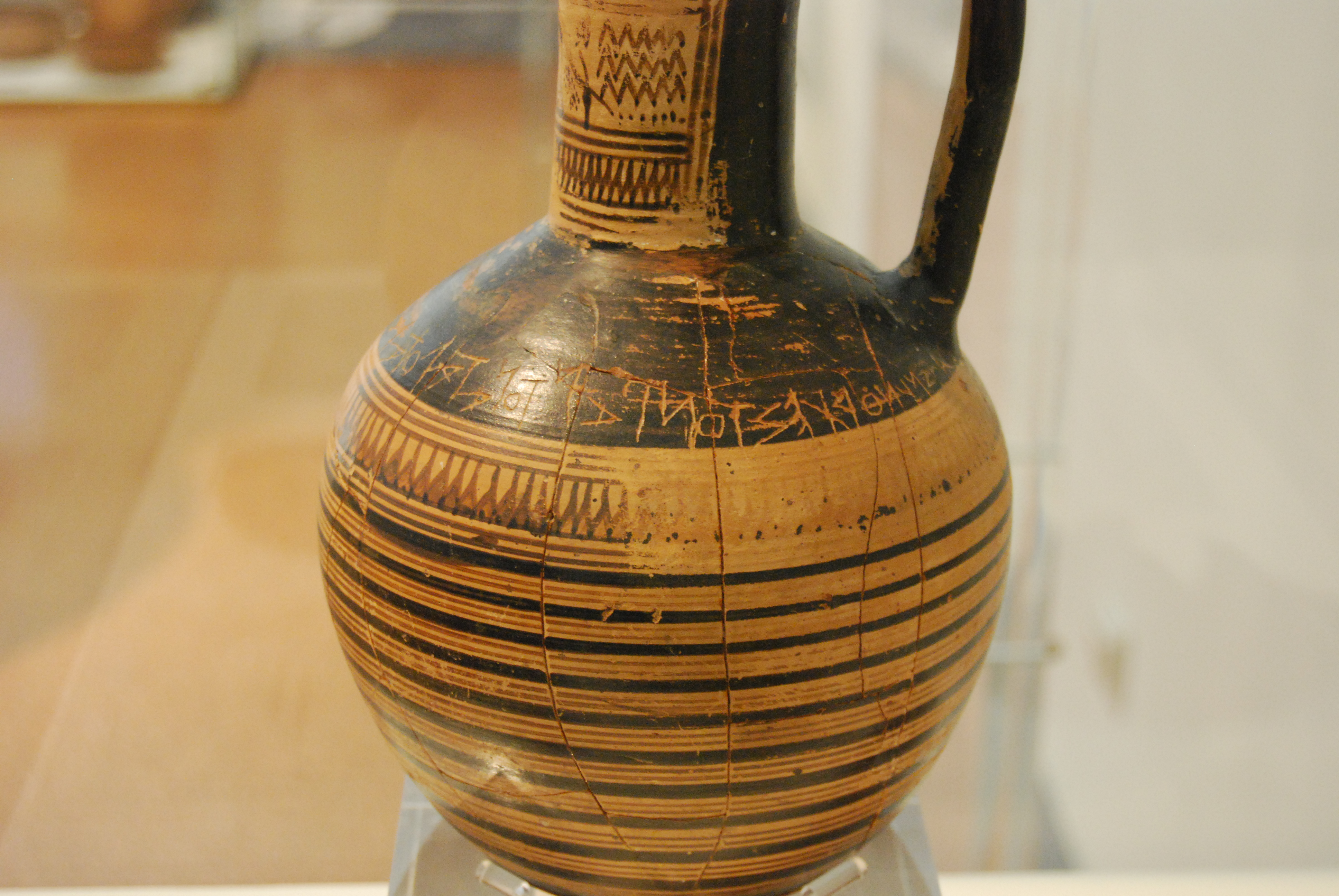
...(h)ος νῦν ὀρχεστôν πάντον ἀταλό(τατα)...

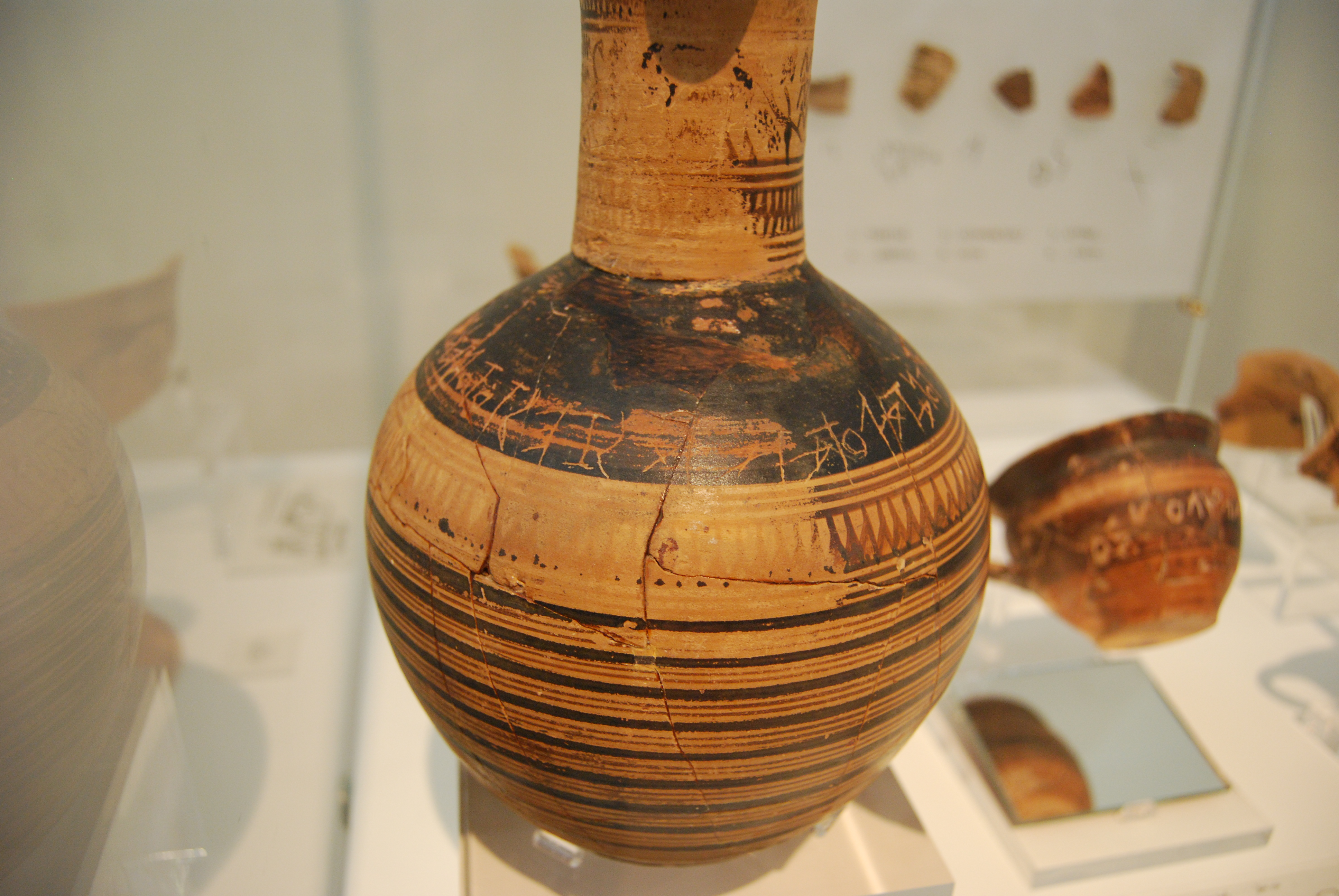
... ἀταλότατα παίζει,
τô τόδε...

Inscripția Dipylon este un scurt text scris pe un vas antic grecesc din ceramică în cca. 740 î.Hr.. Este notabil pentru că este considerat cel mai vechi sau unul dintre cele mai vechi exemple cunoscute de folosire a alfabetului grec. Textul este zgâriat pe un ulcior de vin (oenochoe), care a fost găsit în 1871 și este numit după locul în care a fost găsit, vechiul cimitir Dipylon, lângă Poarta Dipylon din zona Kerameikos din Atena. Obiectul este atribuit perioadei geometrice târzii (750-700 î.Hr.). Se găsește acum în Muzeul Național de Arheologie din Atena (inv. 192).